# Blues on the Other Side
Albums de Mike Mainieri
Insight
(1967)
Blues on the Other Side est un album du vibraphoniste de jazz américain Mike Mainieri sorti en 1962.

## Liste des titres
| No | Titre                   | Musique       | Durée |
| -- | ----------------------- | ------------- | ----- |
| 1. | Blues on the Other Side | ...           | 3:47  |
| 2. | If I Were a Bel         | Frank Loesser | 5:29  |
| 3. | Tenderly                | Walter Gross  | 6:17  |
| 4. | B.R. Blues              | ...           | 5:03  |
| 5. | When I Fall in Love     | Albert Selden | 5:27  |
| 6. | Waltzin' in and Out     | ...           | 6:19  |